# Max Morlock
Maximilian "Max" Morlock (Núremberg, 11 de mayo de 1925-Núremberg, 10 de septiembre de 1994), fue un futbolista alemán, uno de los más populares de su país en los años 1950 y comienzos de 1960. En su trayectoria con la Selección de Alemania Federal jugó 26 partidos y anotó 21 goles, con un promedio de 0,80 goles por partido. Fue campeón del Mundial de Suiza 1954. Su posición era la de extremo derecho.
En su juventud, aprendió a jugar al fútbol en el Eintracht Nürnberg. En 1940, se unió al entonces famoso 1. FC Nürnberg, debutando con el primer equipo el 30 de noviembre de 1941. Hasta 1964, jugó más de 900 partidos con el primer equipo del club y marcó unos 700 goles. En 1948 y 1961, condujo al equipo a la liga alemana y, en 1962, a la Copa de Alemania. A los 38 años, incluso jugó 21 partidos en la temporada fundacional de la Bundesliga alemana. También fue el máximo goleador de la Oberliga Süd en las temporadas 1950-51 y 1951-52.
Como jugador, las fortalezas de Morlock residían en una técnica sólida y un espíritu de lucha. Como enlace, se sentía más cómodo entre la defensa y el ataque, pero también era peligroso frente a la portería.
Morlock murió de cáncer el 10 de septiembre de 1994, a la edad de 69 años.
Desde el 1 de julio de 2017, el nombre del estadio de Núremberg se convirtió oficialmente en Max-Morlock-Stadion, en su honor.

## Clubes
| Club           | País     | Año       |
| -------------- | -------- | --------- |
| 1. FC Nürnberg | Alemania | 1940-1964 |

## Carrera internacional
Su primer partido para la Selección de Alemania fue en 1950, cuando reemplazó al lesionado Fritz Walter. Integró el equipo de Alemania Federal que consiguió su primera Copa Mundial de Fútbol en 1954. En la final, ante Hungría, Morlock marcó el primer gol de su equipo para iniciar la remontada después de ir 2:0 abajo. Su último encuentro se produjo ante Egipto en diciembre de 1958.

### Participaciones en Copas del Mundo
| Mundial                        | Sede  | Resultado |
| ------------------------------ | ----- | --------- |
| Copa Mundial de Fútbol de 1954 | Suiza | Campeón   |

## Premios y reconocimientos
- En 1961 fue elegido Futbolista Alemán del Año por la Asociación de Periodistas Deportivos Alemanes.
- En 1995, menos de un año después de su muerte, la plaza frente al Frankenstadion , sede del 1. FC Núremberg, pasó a llamarse Max-Morlock-Platz en su honor. La dirección postal del estadio es Max-Morlock-Platz 1 .
- En 2006, la mayoría de los aficionados votó a favor de renombrar el Frankenstadion como " Max-Morlock-Stadion ", pero la ciudad de Núremberg consiguió un acuerdo de patrocinio con un banco local, que incluía renombrar el estadio como EasyCredit-Stadion en honor a uno de los productos financieros de dicho banco. Su nombre finalmente se utilizó como nombre del estadio en julio de 2017.